# 바이킹스: 발할라
《바이킹스: 발할라》(영어: Vikings: Valhalla)는 넷플릭스에서 2022년 2월부터 2024년 7월까지 방영된 역사, 액션 드라마이다. 히스토리 채널의 드라마 《바이킹스》의 스핀오프 작품이다.